# Aristolochia whitei
Aristolochia whitei är en piprankeväxtart som beskrevs av Ivan Murray Johnston. Aristolochia whitei ingår i släktet piprankor, och familjen piprankeväxter. Inga underarter finns listade i Catalogue of Life.